# 福島孝治
福島 孝治（ふくしま こうじ、1968年 - ） は、日本の物理学者。東京大学大学院総合文化研究科広域科学専攻相関基礎科学系教授。

## 人物・経歴
京都市生まれ。竹野郡丹後町（現京丹後市）育ち。1991年筑波大学第一学群自然学類卒業。1993年日本学術振興会特別研究員。1996年筑波大学大学院物理学研究科博士課程修了、博士（物理学）。1996年東京大学物性研究所物質設計評価施設助手。2002年東京大学大学院総合文化研究科広域科学専攻相関基礎科学系助教授。2007年同准教授。2009年統計数理研究所客員准教授。2016年物質・材料研究機構派遣研究員。2017年東京大学大学院総合文化研究科広域科学専攻相関基礎科学系教授。

## 受賞
- 2002年 日本物理学会論文賞[2]
- 2009年 日本IBM科学賞（物理部門）[2]
- 2017年 日本学術振興会 特別研究員等審査会専門委員表彰賞[2]